# Жарсу
Жарсу́ (каз. Жарсу) — село у складі Зайсанського району Східноказахстанської області Казахстану. Входить до складу Кенсайського сільського округу.
Населення — 699 осіб (2021; 706 у 2009, 925 у 1999, 816 у 1989).
Національний склад станом на 1989 рік:
- казахи — 100 %